# Contrasto (Essenza)
Contrasto è il secondo album studio della band hard rock Essenza.
Si tratta del secondo disco autoprodotto e distribuito dalla band nel 2002.

## Tracce
- Contrasto
- Chi Parla di Più
- Tutta la Notte Rock 'n' Roll
- Futuro Imminente
- Pensieri
- La Strada che hai Fatto

## Formazione
- Carlo Rizzello - voce e chitarra
- Alessandro Rizzello - basso
- Luca Rizzello - batteria